# باري سيغل
باري سيغل (بالإنجليزية: Barry Siegel)‏ هو مؤلف وصحفي وكاتب أمريكي، ولد في 7 سبتمبر 1949 في سانت لويس في الولايات المتحدة.